# Ophiozonella sincera
Ophiozonella sincera är en ormstjärneart som först beskrevs av Jean Baptiste François René Koehler 1906.  Ophiozonella sincera ingår i släktet Ophiozonella och familjen Ophiolepididae. Inga underarter finns listade i Catalogue of Life.